# Amphicnemis billitonis
Amphicnemis billitonis är en trollsländeart som beskrevs av Maurits Anne Lieftinck 1940. Amphicnemis billitonis ingår i släktet Amphicnemis och familjen dammflicksländor. Inga underarter finns listade i Catalogue of Life.